# Ariadne ariadne
Ariadne ariadne är en fjärilsart som beskrevs av Carl von Linné 1763. Ariadne ariadne ingår i släktet Ariadne och familjen praktfjärilar. Inga underarter finns listade i Catalogue of Life.

## Bildgalleri

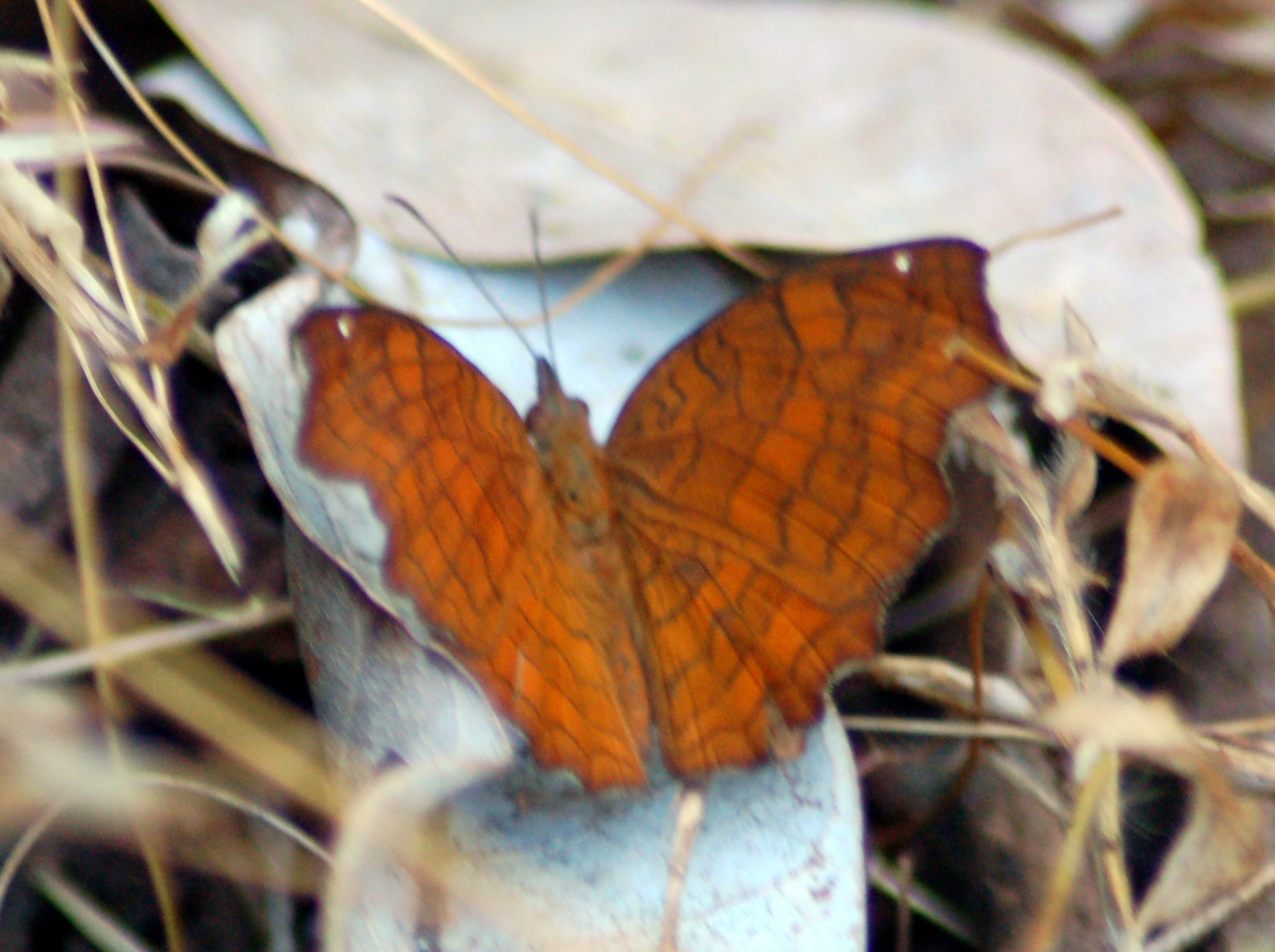
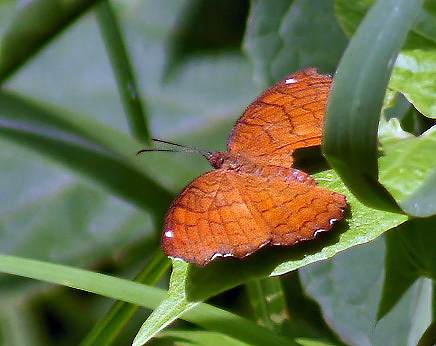
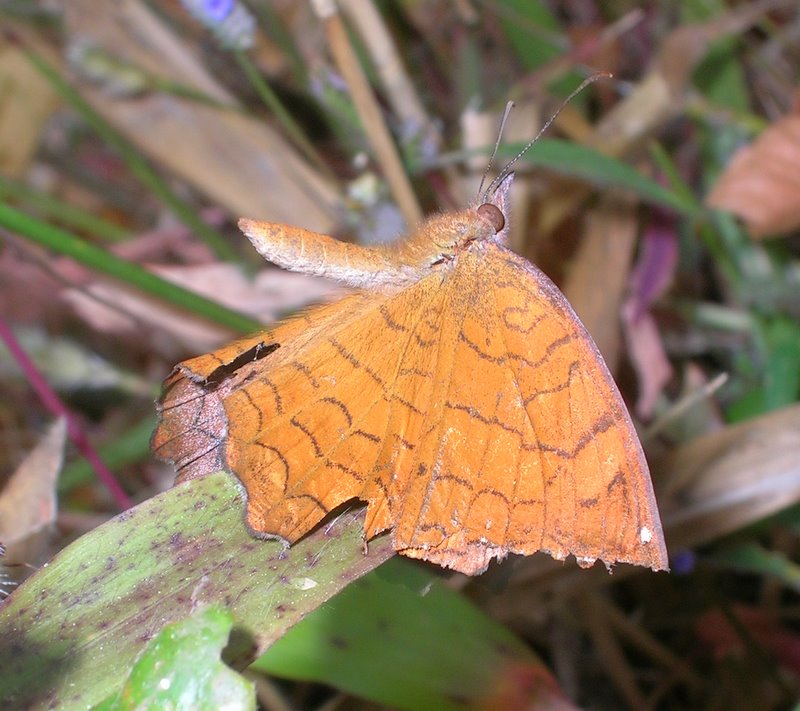
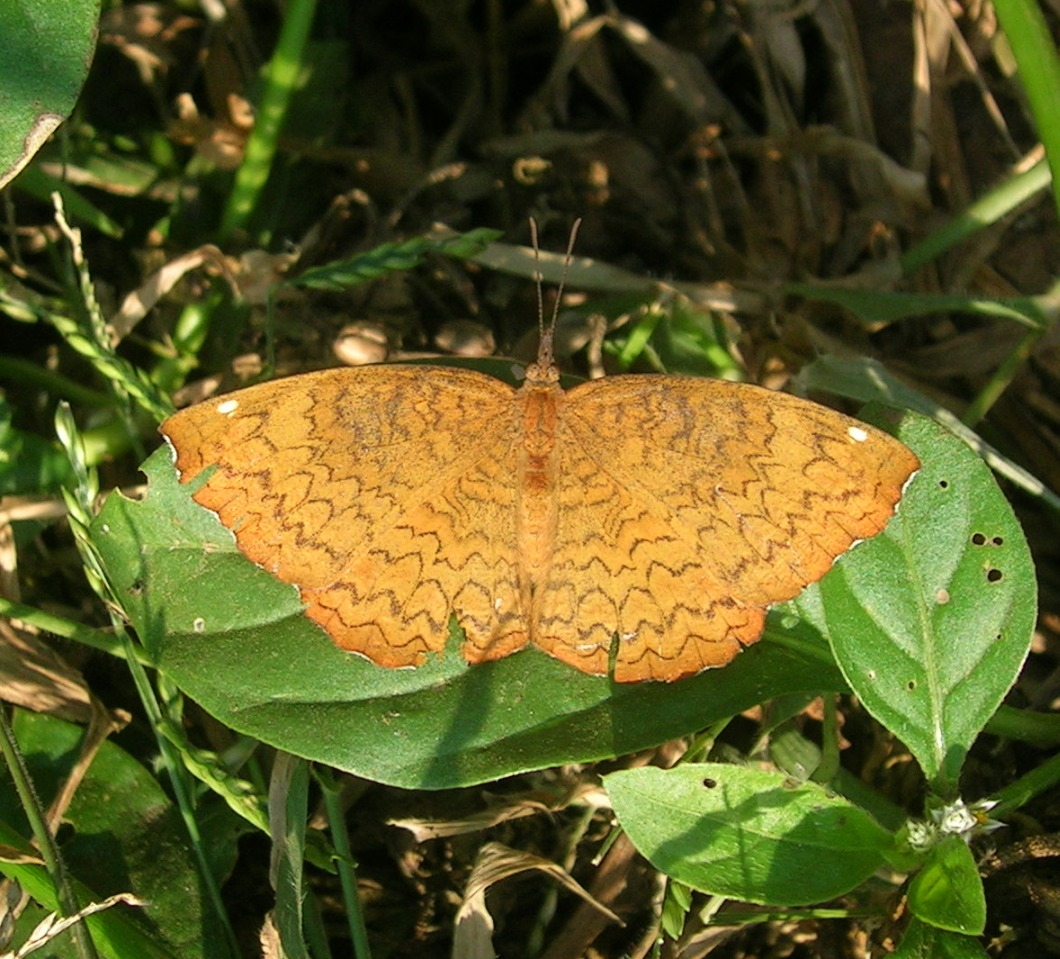
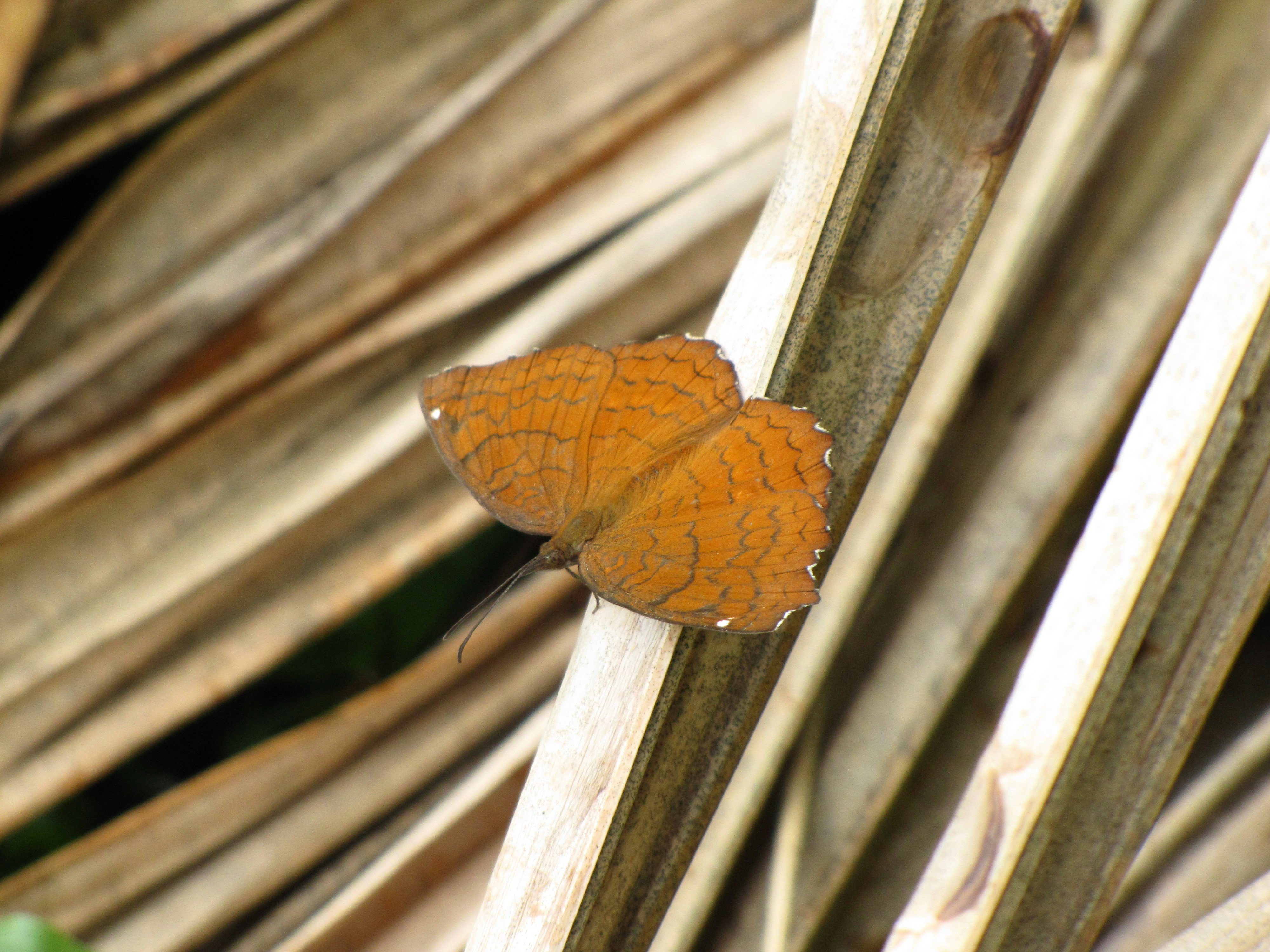
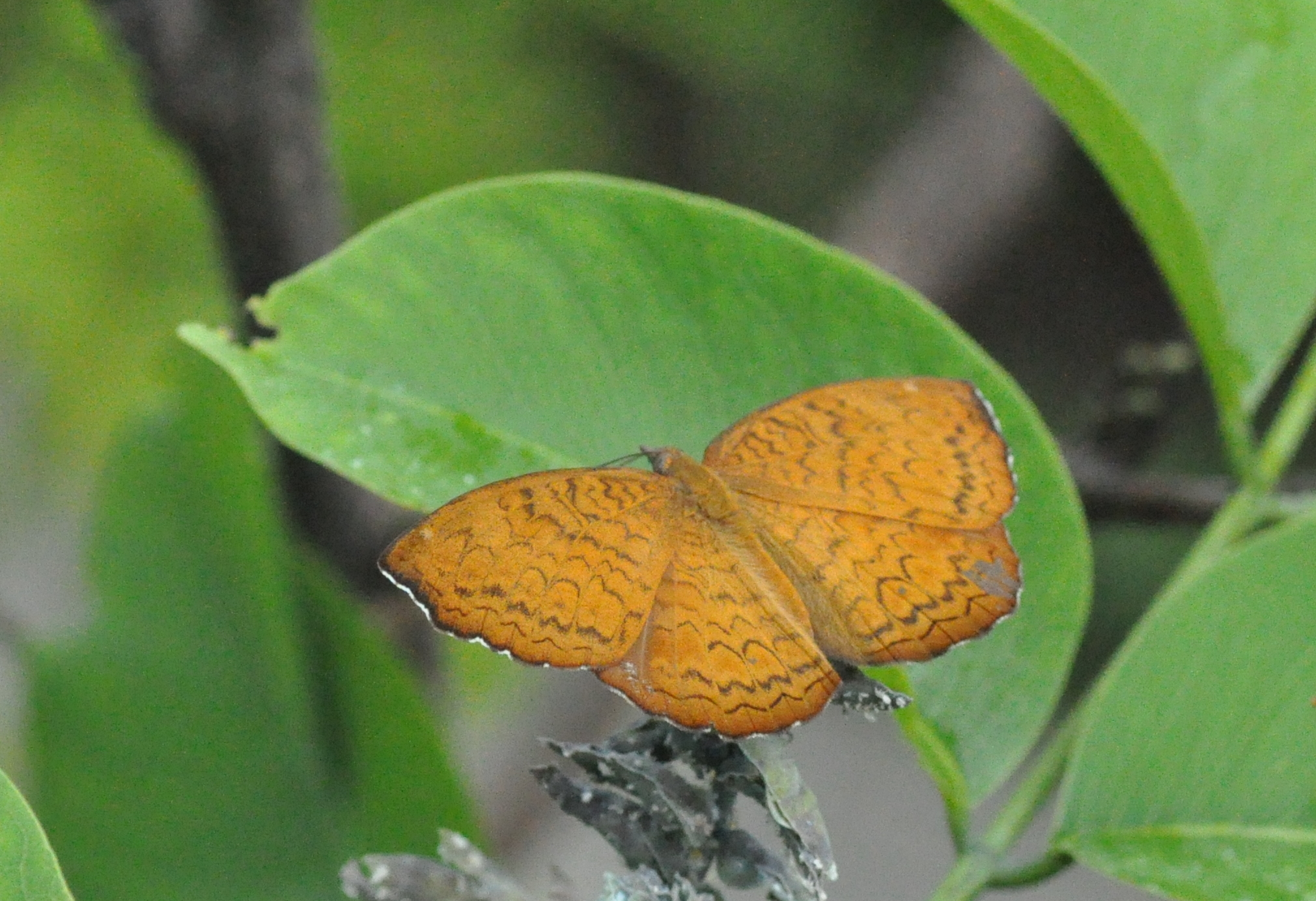